# Jan Erik Vold

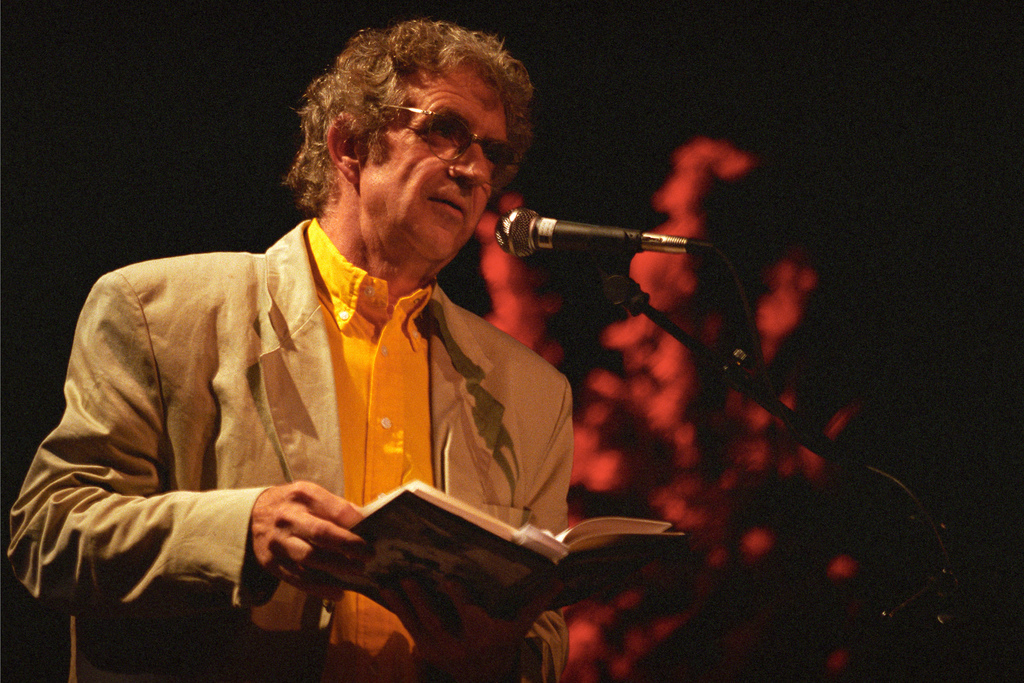
Jan Erik Vold, 1994

Jan Erik Vold (* 18. Oktober 1939 in Oslo) ist ein norwegischer Lyriker, Übersetzer, Literaturvermittler und Musiker. Seit 1977 lebt er überwiegend in Stockholm. 

## Werk
Seit seinem Debüt im Jahre 1965 mit Mellom speil og speil, für das er den Tarjei-Vesaas-Debütantenpreis erhielt, veröffentlichte Jan Erik Vold über 20 eigene Gedichtbände sowie zahlreiche Bücher und Essays über in- und ausländische Kollegen. Als Mitglied der sogenannten Profil-Generation trug er Ende der sechziger Jahre maßgeblich zur Demokratisierung des Poesiebegriffs bei. Angewidert von schwülstigem Pathos und einer leerlaufenden Metaphernmaschinerie entwickelte er ein ureigenes, beiläufiges Parlando, das heterogenste Einflüsse (vom Daoismus bis zur Beat-Poesie) verarbeitete. Unter anderem beschäftigte er sich auch mit der japanischen Haiku-Tradition. Volds Gedichte sind dabei auf Vortrag angelegt. Seine mit Musikgrößen wie Jan Garbarek, Chet Baker, Red Mitchell, Bill Frisell oder Egil Kapstad eingespielten CDs haben ihn zu einem skandinavischen Pionier des Jazz & Poetry gemacht.
Vold übersetzte Peter Bichsel, William Carlos Williams, Samuel Beckett, Bob Dylan, Frank O’Hara, Tomas Tranströmer, Richard Brautigan, Wallace Stevens und andere Autoren ins Norwegische. Von 1975 bis 1977 war er mit der Künstlerin Sidsel Paaske verheiratet.
Im Jahre 2000 verlieh ihm die Universität Oslo den Ehrendoktor-Titel und 2018 wurde Vold mit dem Preis der Norwegischen Akademie ausgezeichnet.

## Bibliographie

### Lyrik
- 1965 mellom speil og speil
- 1966 HEKT
- 1966 Blikket
- 1968 Mor Godhjertas glade versjon : ja
- 1969 Bo på Briskeby blues
- 1969 kykelipi
- 1970 Spor, snø
- 1970 Bok 8: LIV
- 1978 S
- 1979 Sirkel Sirkel: boken om prins Adrians reise
- 1987 Sorgen. Sangen. Veien
- 1988 En som het Abel Ek
- 1989 Elg
- 1993 IKKE : skillingstrykk fra nittitallet
- 1994 En sirkel is
- 1995 Kalenderdikt
- 2000 I vektens tegn : 777 dikt (Anthologie)
- 2002 Tolv meditasjoner
- 2003 Diktet minner om verden
- 2004 Drømmemakeren sa
- 2011 Store hvite bok å se

### Prosa
- 1967 fra rom til rom : SAD & CRAZY
- 1976 BusteR BrenneR

### Essayistik / Biographien
- 1976 Entusiastiske essays : klippbok 1960-75
- 1980 Det norske syndromet
- 1984 Her. Her i denne verden : essays og samtaler
- 1990 Poetisk praksis 1975-1990
- 1994 Under Hauges ord (Buch über Olav H. Hauge)
- 1995 Etterblikk. Ernst Orvil, poet
- 1998 Storytellers
- 1999 Tydelig, 33 : essays 1965-1998
- 2000 Mørkets sangerske. En bok om Gunvor Hofmo
- 2005 God jul med Gertrude Stein og andre essays
- 2007 Ruth Maiers dagbok - en jødisk flyktning i Norge
- 2016 Kánon/kannon/kanón

### Ausgaben in deutscher Sprache
- Von Zimmer zu Zimmer. SAD & CRAZY. Aus dem Norwegischen von Walter Baumgartner (mit einem Nachwort von Peter Bichsel). Walter, Olten 1968.
- Cirkel Cirkel – das Buch von Prinz Adrians Reise. Aus dem Norwegischen von Hannelore Möckel u. a. Im Waldgut, Frauenfeld 1988.
- Ruth Maier: „Das Leben könnte gut sein.“ Tagebücher 1933 bis 1942. Herausgegeben von Jan Erik Vold. DVA, München 2008.
- Zwölf Meditationen. Aus dem Norwegischen von Walter Baumgartner. Im Waldgut, Frauenfeld 2008.
- Die Träumemacher Trilogie Gedichte. Aus dem Norwegischen von Walter Baumgartner. Kleinheinrich, Münster 2019.
- Ruth Maier: „Es wartet doch so viel auf mich ...“ Tagebücher und Briefe. Wien 1933 – Oslo 1942. Hrsgeg. von Jan Erik Vold. Mandelbaum Verlag, Wien-Berlin 2020.

## Tonträger
- 1969 Briskeby blues (mit Jan Garbarek)
- 1971 Hav (mit Jan Garbarek)
- 1977 Ingentings bjeller (mit Jan Garbarek)
- 1981 Stein. Regn (mit Kåre Virud)
- 1986 Den dagen Lady døde. Jan Erik Vold leser dikt av Frank O'Hara (mit Red Mitchell, Hot Club Records, Oslo)
- 1988 Blåmann! Blåmann! (mit Chet Baker)
- 1990 Sannheten om trikken er at den brenner (Hot Club Records, Oslo)
- 1992 Pytt Pytt Blues (Hot Club Records, Oslo)
- 1994 Obstfelder live på Rebecka West (Hot Club Records, Oslo)
- 1996 Her er huset som Per bygde (mit Egil Kapstad, Hot Club Records, Oslo)
- 1998 Storytellers (Hot Club Records, Oslo)
- 2005 Vold synger svadaåret inn (Hot Club Records, Oslo)
- 2008 Jan Erik Vold / Egil Kapstad Drømmemakeren sa (Hot Club Records, Oslo)
- 2012 Blackbird Bye Bye (mit Bill Frisell und Arild Andersen, Hot Club Records, Oslo)

Siehe auch: Liste norwegischsprachiger Schriftsteller